# Vestgrensa Station
Vestgrensa Station (Vestgrensa stasjon) var en metrostation på Sognsvannsbanen på T-banen i Oslo, der lå mellem Blindern og Ullevål stadion.
Stationen åbnede sammen med banen 10. oktober 1934. Stationen hed oprindeligt Ullevål Haveby, men for at undgå forvekslinger med den daværende sporvejsendestation med samme navn skiftede stationen navn til Vestgrensa i 1939. Vestgrensa er navnet på den vej, der går under banen ved stationen.
Stationen blev nedlagt 22. august 1999 til fordel for den nye Forskningsparken Station, der blev anlagt i forbindelsen med forlængelsen af sporvejen til Rikshospitalet. Med den nye station ønskede man forenkle overgangen mellem T-bane og sporvej, idet den kom til at ligge der, hvor sporvejen går under banen.